# 信基大樓
25°01′58.63″N 121°33′32.02″E / 25.0329528°N 121.5588944°E
信基大樓是召会在台湾台北市的綜合用大樓，位於台北市信義區信義路四段460、462、466號，是一幢地上22層、地下5層的建筑，近信義計畫區。因其位於信義路與基隆路交口，定名為信基大樓，同时也兼有「信入基督」之意（新約聖經歌羅西書第二章第5節）。

## 歷史

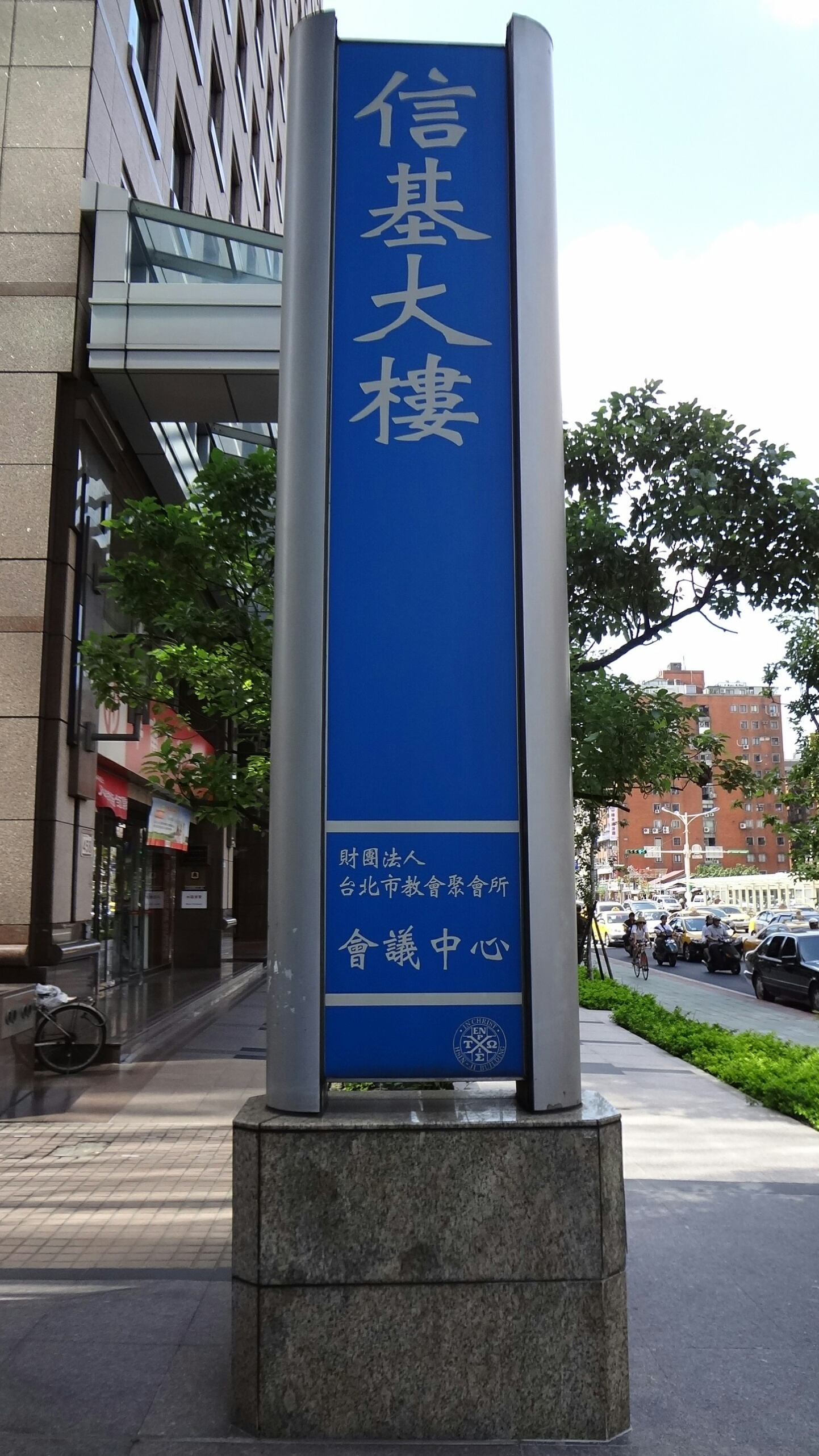
信基大樓招牌

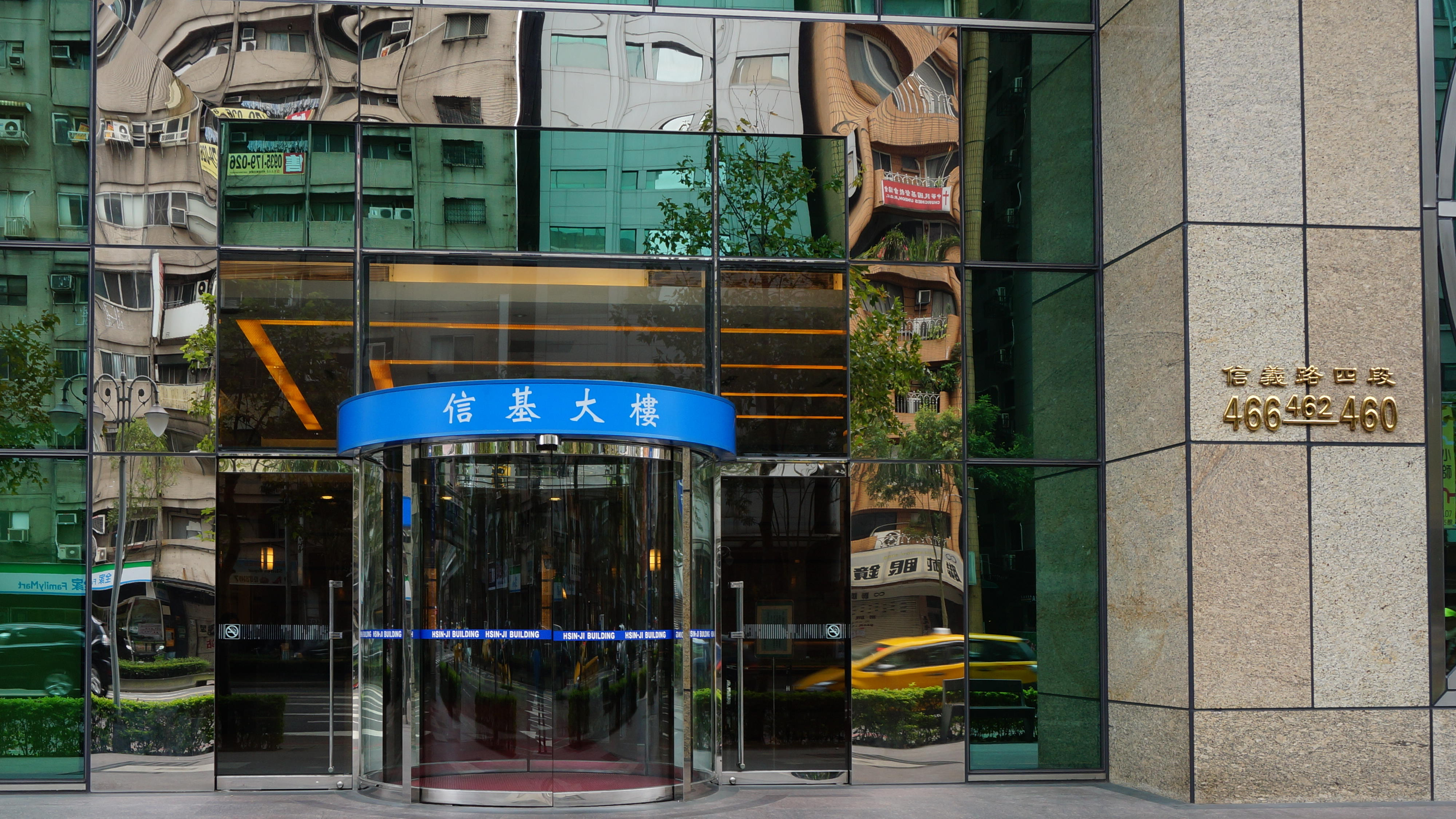
信基大樓大門，面向信義路四段

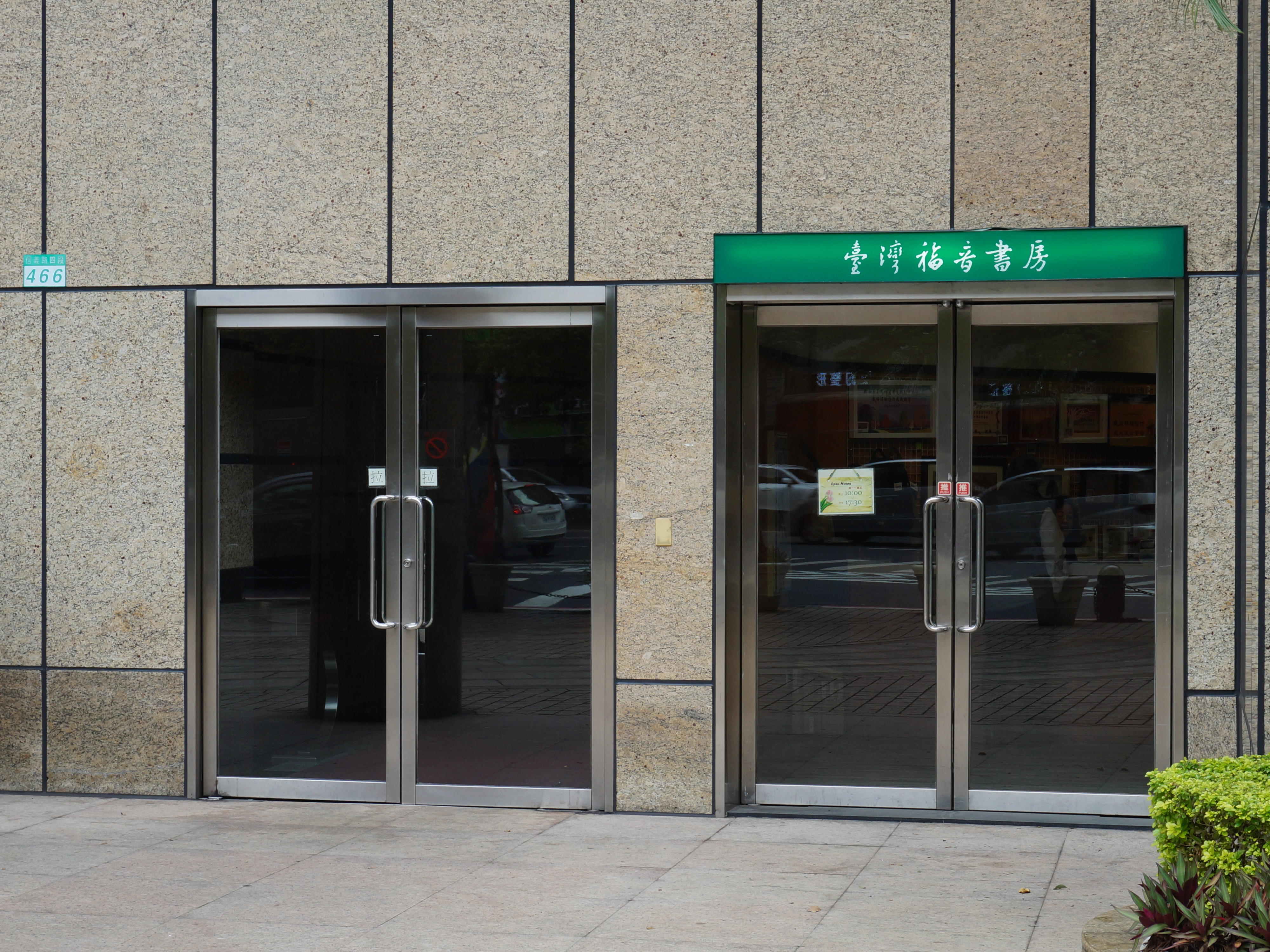
信基大樓側門，面向基隆路二段

1984年底，李常受从美国回到台湾，带领地方教会實行新路，强调小排聚会與眾召會相調；為著后者的需要，发起建造萬人大會所。1985年和1987年，分别在台北縣林口和台北市召會第六聚會所附近，斥资新台幣3,300萬元和新台幣2億3,000萬元購買土地。台北市召會第六聚會所原有土地217坪，購入土地371坪（包括華南銀行標售之土地），共588坪。
信基大樓的建造费用来自台湾和海外眾地方召会的奉獻。
1998年4月，信基大樓完工。此后数年间，由於靠近台北世界貿易中心，花旗（台灣）商業銀行等机构纷纷租用，信基大樓的价值大幅攀升。
2017年12月，台北市召會就著信基大樓與台北市政府產業發展局簽署「智慧電網合作備忘錄」，由市府產發局輔導信基大樓建置太陽光電、小型風力發電及儲能設備的智慧微電網系統，以降低用電碳排放及流動電費，並藉由用電可視化與強化電力備援。

## 樓層用途
| 使用樓層 | 用途                                                           |
| -------- | -------------------------------------------------------------- |
| 22       | 台湾福音書房編輯部                                             |
| 21       | netskope                                                       |
| 20       | 新加坡商亞勝科技有限公司台灣分公司                             |
| 19       | 飛銳思達亞太有限公司 智車有限公司台灣分公司                    |
| 18       | 雷格斯 ASIA FITNESS TAIWAN                                     |
| 17       | 康寶世亞洲軟體有限公司                                         |
| 16       | netskope                                                       |
| 15       | PTC（參數科技）                                                |
| 14       | Altair                                                         |
| 13       | 台北市召會                                                     |
| 12       | 台灣思科系統                                                   |
| 11       | 台灣思科系統                                                   |
| 10       | 台灣思科系統                                                   |
| 9        | 台北市召會網路資訊中心（水深之處）                             |
| 8        | 台北市召會 第六、一○六聚會所                                   |
| 7        | OneDegree 甯寶金融科技                                         |
| 6        | Qorvo                                                          |
| 5        | 台北市召會總執事室                                             |
| 4        | 主的恢復展覽館                                                 |
| 3        | 台北市召會第六聚會所 得榮社會福利基金會                        |
| 2        | 星展（台灣）商業銀行世貿分行                                   |
| 1        | 星展（台灣）商業銀行世貿分行 台灣福音書房第二門市              |
| B1       | 機車停車場                                                     |
| B2       | 會議中心（可容納1,500人的大會場） 經綸公寓大廈管理維護有限公司 |
| B3       | 收費停車場                                                     |
| B4       | 收費停車場                                                     |
| B5       | 收費停車場                                                     |

## 國家建築金質獎
2000年，信基大樓的規劃設計、施工品質（全國首獎）、維護管理，分別獲得第２屆中華民國國家企業競爭力發展協會「國家建築金質獎」肯定。